# Borek u Velhartic
Borek u Velhartic je přírodní rezervace jižně od obce Velhartice, na pravém břehu řeky Ostružná, pod hradem Velhartice v okrese Klatovy. Chráněná lokalita se nachází na území geomorfologických okrsků Velhartická a Sušická vrchovina, náležejících do Svatoborské vrchoviny, která je podcelkem Šumavského podhůří.Důvodem ochrany je uchování reliktního boru v Pošumaví jako zbytku přirozeného rozšíření borovice. Rezervace je od roku 1990 součástí evropsky významné lokality Natura 2000 Ostružná. Chráněné území o rozloze necelých 39 ha je v péči Krajského úřadu Plzeňského kraje.

## Historie
Tok říčky Ostružné byl  pravděpodobně využíván lidmi již od středověku, mimo jiné i k rýžování zlata podobně jako tok řeky Otavy, do níž Ostružná ústí. Důležité bylo i využití síly vody pro pohon místních mlýnů a hamrů, případně také pro plavení dříví. Tato  činnost průběh toku a jeho ekosystém prakticky nijak podstatně neovlivnila. Až ve  20. století došlo k významnějším zásahům do jeho charakteru. Šlo vesměs o zásahy s negativními dopady, jako  například  o narovnání a zahloubení částí toku nebo výstavbu jezů a stupňů, stabilizujících průtoky. 

## Předmět ochrany
Přírodní rezervace je součástí lesních porostů na severním a částečně východním svahu Borku (859 m n. m.). Těžištěm území je reliktní bor, směrem k údolí Ostružné mají porosty charakter lišejníkových či mechových, dále též borůvkových borů. Převládá jedlobučina s porostem buku lesního (Fagus sylvatica), jedle bělokoré (Abies alba) a smrku ztepilého (Picea abies). Na území se vyskytuje dutohlávka alpská a dřípatka horská (Soldanella montana).
Geologický podklad tvoří křemence. Povrchovým zvětráváním hornin vznikly kamenité sutě. Koryto vodního toku tvoří fluviální a deluviofluvální hlinitopísčité a hlinitokamenité sedimenty, v podloží se vyskytují proterozoické horniny, především svorové ruly a pararuly, částečně granodiority až diority. Součástí turistické trasy je dochovaný vchod do štoly na těžbu stříbra.
Celý tok Ostružné využívá společnost Klatovské rybářství jako chovný tok. Kromě pstruha obecného (Salmo trutta), který je do řeky vysazován, se v Ostružné  hojně vyskytuje vranka obecná (Cottus gobio) a mihule potoční (Lampetra planeri). Vzácně  se zde vyskytli i raci. Pokud jde o ptactvo, celkem běžně se zde vyskytuje skorec vodní (Cinclus cinclus), konipas horský (Motacilla cinerea), ledňáček říční (Alcedo atthis) nebo čáp černý (Ciconia nigra).

## Galerie

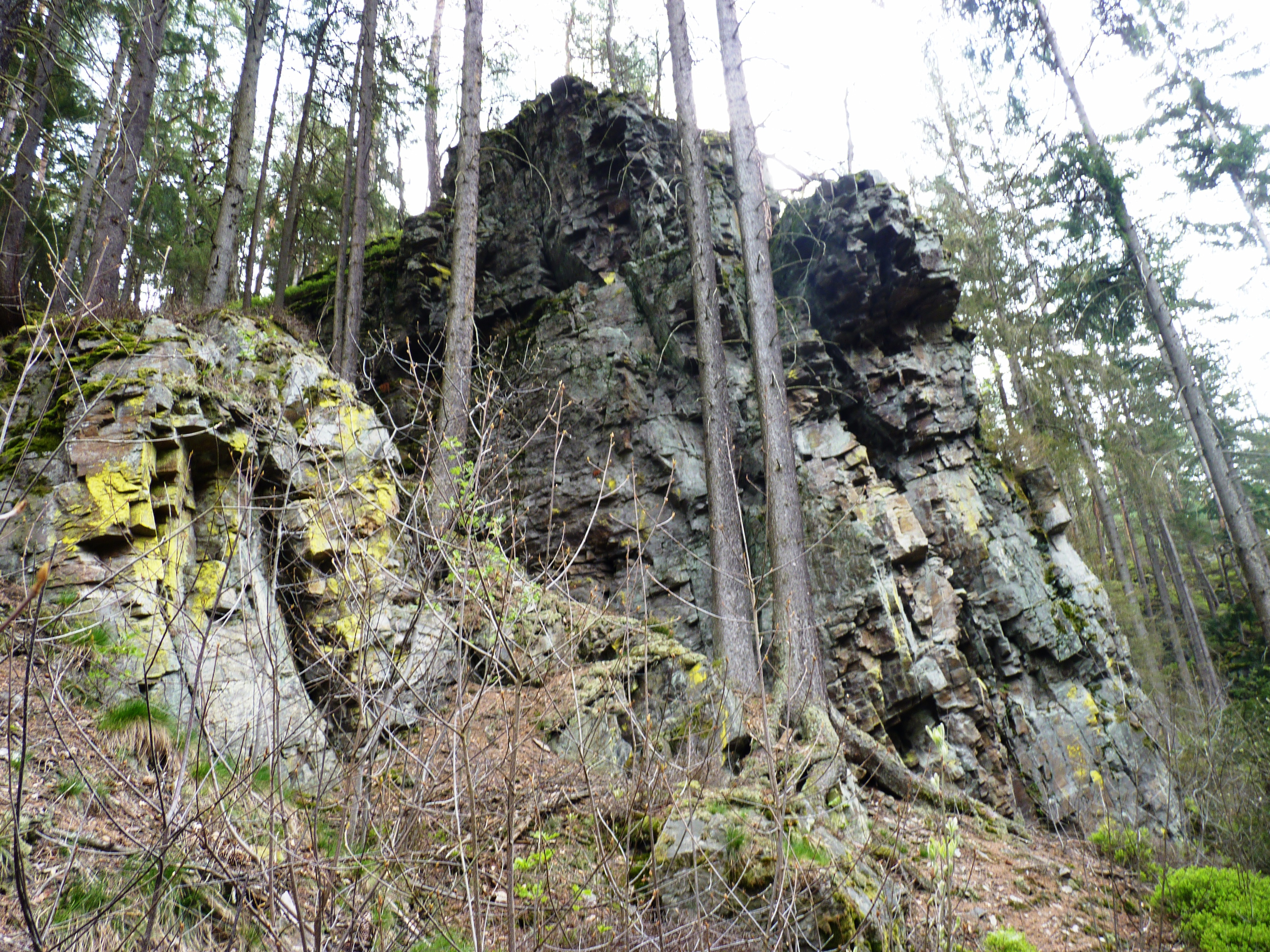
Skály v rezervaci
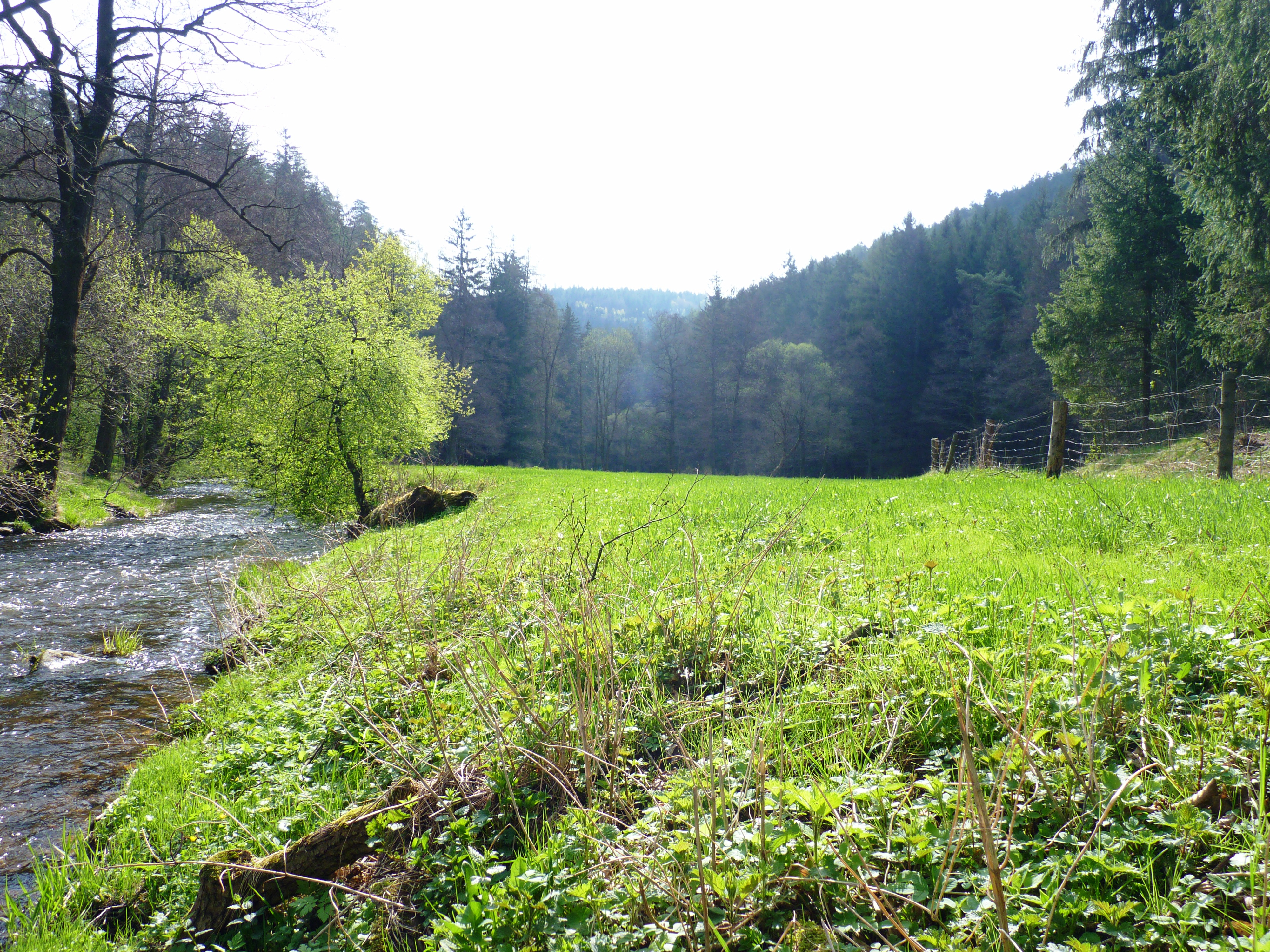
Údolí Ostružné
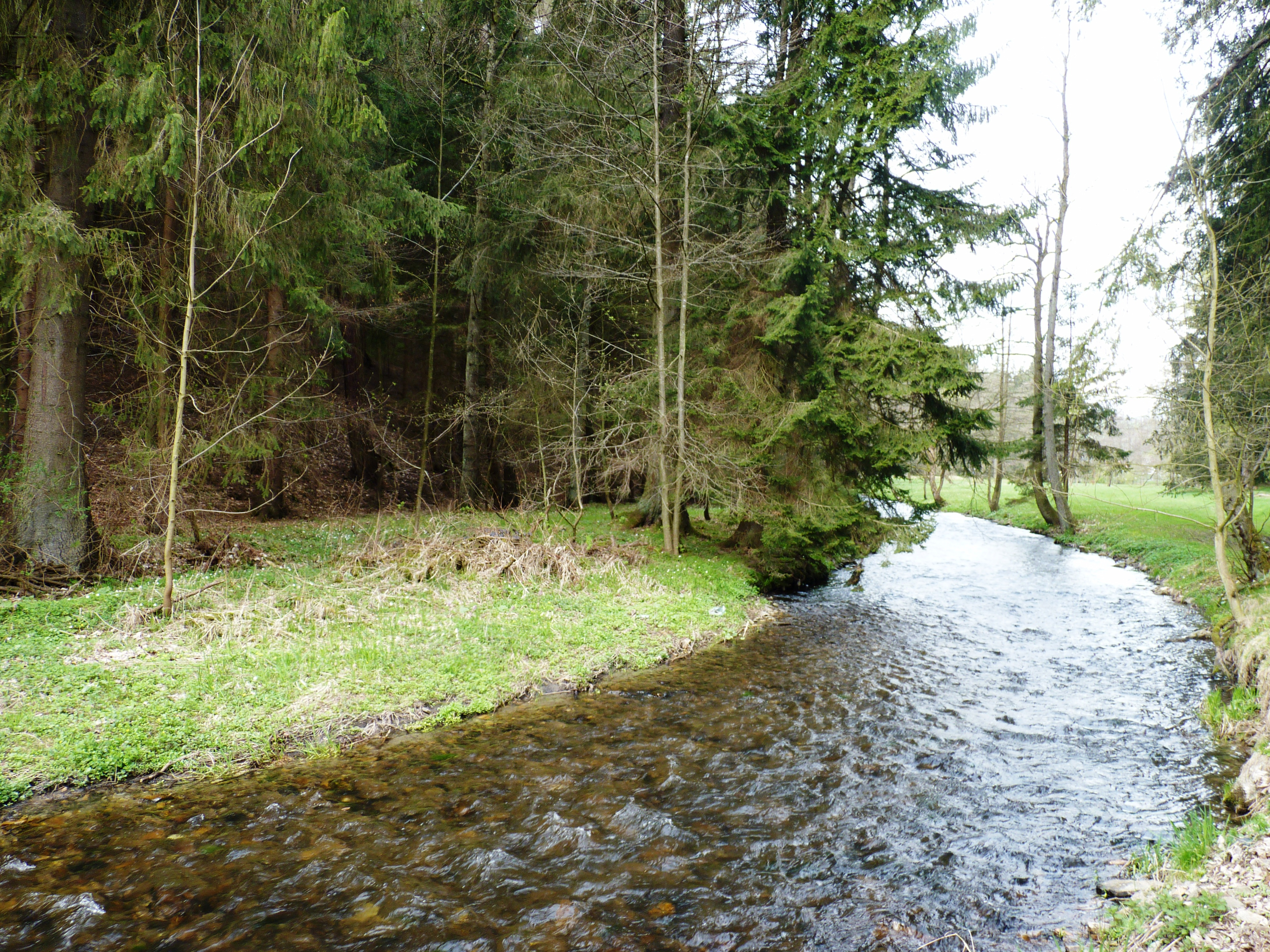
Říčka Ostružná u severní hranice rezervace
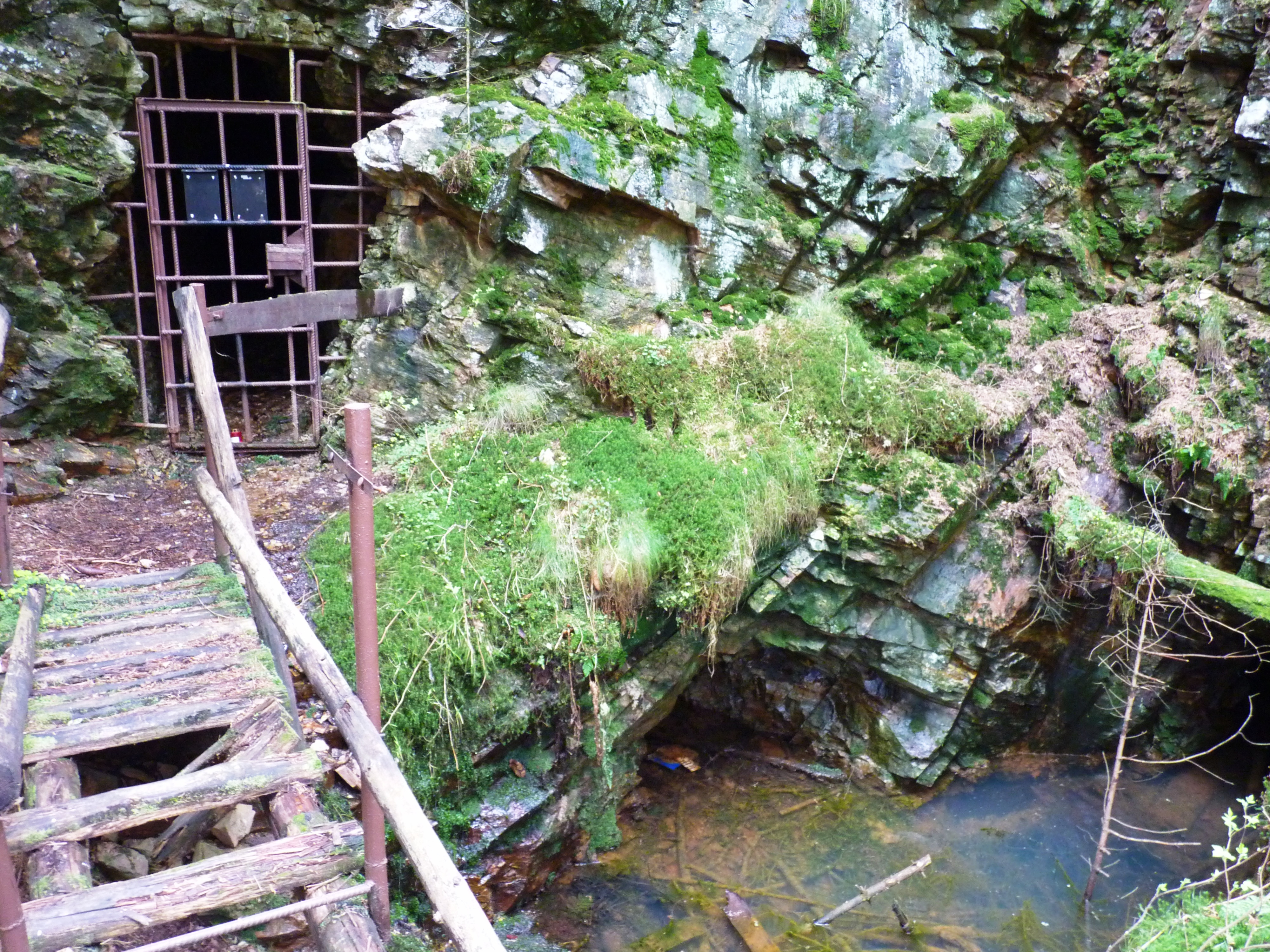
Vstup do štoly
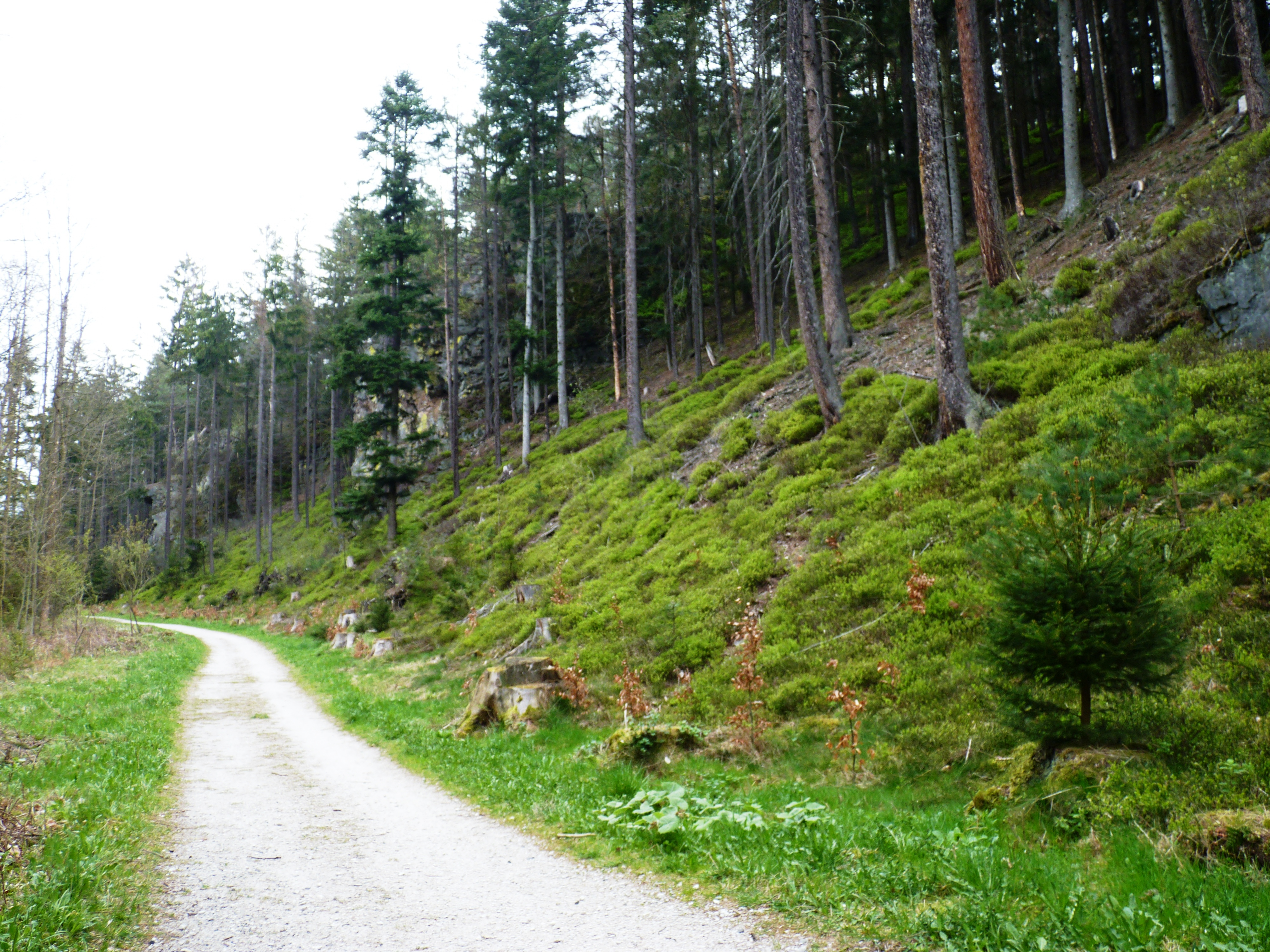
Cesta pod hradem